# Lethrus tadzhikorum
Lethrus tadzhikorum là một loài bọ cánh cứng trong họ Geotrupidae. Loài này được Medvedev miêu tả khoa học năm 1959.